# Verzweigung Zürich-West
De Verzweigung Zürich-West is een knooppunt in Zwitserland. Op dit knooppunt in het noorden van Zürich sluiten de A3 en de A4 aan op de A3/A4.

## Configuratie
Het knooppunt is een half-sterknooppunt.